# Firawa
Firawa är en ort i Guinea.   Den ligger i prefekturen Kissidougou och regionen Faranah Region, i den sydöstra delen av landet, 400 km öster om huvudstaden Conakry. Firawa ligger 532 meter över havet och antalet invånare är 11 407.
Terrängen runt Firawa är platt, och sluttar västerut. Runt Firawa är det ganska glesbefolkat, med 30 invånare per kvadratkilometer. Det finns inga andra samhällen i närheten. I omgivningarna runt Firawa växer huvudsakligen savannskog.